# Hymenaphorura submontana
Hymenaphorura submontana is een springstaartensoort uit de familie van de Onychiuridae. De wetenschappelijke naam van de soort is voor het eerst geldig gepubliceerd in 1926 door Denis.